# 第一次保北战役
第一次保北战役，是第二次国共内战期间，1947年6月25日至7月6日在河北省保定以北徐水、固城地区中国人民解放军晋察冀野战军对中华民国国军的进攻作战。中国人民解放军意图通过围点打援方式，调动国军第16军并围而歼之。

## 战前部署
此前，解放军发起津浦铁路北段青县、沧县地区的青沧战役牵制华北国军不能增援东北，救援在东北夏季攻势中被攻击的东北国军。国军从平汉线北段调集第16军、整编第62师、第92军第142师及原准备增援东北的第94军第43师出兵东援津浦路，畏集于天津以南地区。保定及其以北平汉线北段兵力薄弱，仅有6个师另2个团：
- 独立整编第95旅、河北保安第2、第3师驻保定
- 第94军第5、第121师和第109师1个团及保安第7总队驻徐水至高碑店铁路沿线和易县、涞水地区。

为继续牵制华北国军，使其无暇东顾策应东北民主联军的东北夏季攻势，晋察冀野战军司令员杨得志、政治委员罗瑞卿、第二政治委员杨成武以所属第2、第3、第4纵队及晋冀、冀中分区各独立旅发起保北战役，攻歼北河店至漕河头铁路沿线国民党守军，并求歼其援军一部。

## 战斗经过
6月25日晚，解放军对保定以北发起进攻：
- 第2纵队攻击徐水县城。26日晚，第2纵队攻克徐水县城，歼守军第16军第109师1个团，并拔除徐水至田村铺间铁路沿线据点多处。
- 第3纵队主力攻击固城和北河店。6月26日攻克了北河店，并对固城形成合围。
- 第4纵队主力攻击漕河头和徐河桥。27日，第4纵队攻占二十里铺、漕河头、徐河桥、孙庄等据点，歼保安第2、第3师各一部。
- 第3、第4纵队各以一部兵力阻援

此时，国军将东援天津的第16军主力及增援东北的第94军第43师调回，沿平汉铁路南下增援，进至良乡以南地区；易县之第94军第5师、第12l师等，由定兴南援，向固城增援，进至北河店地区。
晋察冀野战军为歼灭固城的国军，调第2纵队由徐水北上打援。28日，晋察冀野战军以第2纵队第6旅和第3纵队第7、第8旅各一部将国民党援军阻于北河店以南十五汲一带，以第2纵队第6旅另一部迂回攻击其侧后，迫使其退守北河店以北地区。以第4纵队控制漕河，徐水间铁路段。第3纵队在地方部队配合下，于28日当晚攻克固城，歼第94军第121师1个团，并拔除田村铺至北河店间铁路沿线各据点。
国军见固城已失，纷纷退至北河店。
此后，为调动驻保定的国军出援，创造新的战机，第4纵队于7月4～6日攻占保定以西马厂、谢庄、南北奇村等据点，歼满城、完县保安团队1000余人。但保定国军未敢出援，战役结束。。

## 结局与影响
此役，晋察冀野战军共歼国军第16军、94军各一部，共7200余人，先后收复徐水、易县、满城等县城和漕河、固城、北河店等车站、据点，并切断了保定与北平的联系。